# Christophe Kalfayan
Christophe Kalfayan, né le 26 mai 1969 à Albertville, est un ancien nageur français.

## Biographie
Il a représenté les couleurs françaises durant trois olympiades, lors des Jeux olympiques de 1988, Jeux olympiques de 1992 où il termine à la 4e place de la finale du 50 mètres nage libre et Jeux olympiques de 1996.
Ses meilleurs résultats sont trois médailles d'argent aux Championnats d'Europe de natation.

## Club
- Cercle des nageurs d'Antibes

## Palmarès

### Championnats d'Europe
- Championnats d'Europe 1989 à Bonn (Allemagne de l'Ouest) :
  -  Médaille d'argent du relais 4 × 100 m nage libre.
- Championnats d'Europe 1991 à Athènes (Grèce) :
  -  Médaille d'argent du relais 4 × 100 m 4 nages.
- Championnats d'Europe 1993 à Sheffield (Royaume-Uni) :
  -  Médaille d'argent du 50 m nage libre.
- Championnats d'Europe 1995 à Vienne (Autriche) :
  -  Médaille d'argent du 50 m nage libre.